# پلنگ صورتی : تعقیب صورتی
پلنگ صورتی: تعقیب صورتی(به انگلیسی: Pink Panther: Pinkadelic Pursuit)
یک بازی ویدئویی در سبک سکوبازی و اکشن ساخته شده توسط شرکت وانادو است که در نوامبر ۲۰۰۲ منتشر شد.

## داستان
در ابتدای بازی پلنگ صورتی نامه ای که عمویش برایش گذاشته را می‌خواند و متوجه می‌شود عمویش فوت کرده. در ادامه نامه می‌فهمد گنجی در یک ساختمان پنهان شده که عمویش قصد پیدا کردنش را داشته اما نتوانسته آن را بیابد.
پلنگ صورتی باید با پشت سر گذاشتن مراحل در نهایت به گنج برسد. هر کدام از مراحل در فضا و مکان و با شخصیت‌های مختلف و متنوعی اتفاق می‌افتد.

## گیم‌پلی
پلنگ صورتی در بازی می‌تواند بپرد، بشیند، بدود، بر روی دیوار و اشیاء مخفی شود و اشیاء را بدزدد.
ساختمان چند طبقه دارد که در هر طبقه چند در وجود دارد. هر در متعلق به یک مرحله است و با وارد شدن به آن مرحله شروع می‌شود. هر طبقه دارای دو مرحله اصلی، یک مرحله بدون توقف و یک مرحله پایانی است.
مرحله‌های اصلی: در این مرحله‌ها پلنگ صورتی باید با استفاده از دزدیدن اشیائی مانند بمب، دینامیت، الماس و … از موانع و درها گذر کند و در نهایت با دزدیدن کلید در خروج را باز کند و مرحله را به اتمام برساند. در این مراحل بعضی از اشیاء توسط شخصی نگهداری می‌شوند که وقتی پلنگ صورتی آنها را می‌دزدد به تعقیب و دویدن به دنبال پلنگ صورتی می‌پردازند؛ کلیدها همیشه نگهداری می‌شوند و به دست آوردنشان از بقیه اشیاء دشوارتر است و مسیر بیشتری نیز برای رسیدن به در طی می‌شود. با به‌دست آوردن کلیدها درهای بیشتری باز می‌شود و برای هر در تعدادی کلید لازم است، اگر کلید یک مرحله را نگیرید نمی‌توانید به مرحله بعدی بروید.
مرحله‌های بدون توقف: در این مرحله‌ها که در هر طبقه یکی وجود دارد، پلنگ صورتی کفش اسکیتی پوشیده‌است و بدون توقف به جلو حرکت می‌کند. شما باید با پریدن یا نشستن از موانع عبور کنید و در نهایت کلید را دریافت می‌کنید.
مرحله‌های پایانی: در این مرحله‌ها که سخت‌ترین مرحله هر طبقه هستند پلنگ صورتی با یک باس‌فایت روبه‌رو می‌شود که باید با وسایلی که در اختیارش است باس‌فایت را شکست دهد و کلید را دریافت کند. بر خلاف سایر مراحل، مرحله‌های پایانی در یک جای کوچک اتفاق می‌افتند و نیاز به دویدن و فرار ندارد و در یک محیط کاملاً بسته به مبارزه با دشمنش می‌پردازد.